# Eau gommée
L'eau gommée est une préparation entrant dans la composition de l'aquarelle. C'est un liquide transparent à base d'eau distillée et de gomme arabique.

## Emploi
La gomme arabique utilisée pour la fabrication de l'eau gommée est célèbre pour être un composant essentiel des détrempes. L'eau gommée est en fait un liant employé pour les aquarelles, on retrouve de la gomme arabique dans les sanguines qui peuvent être aquarellables. Cependant l'eau gommée a presque disparu de la composition des gouaches.

## Préparation
(ceci n'est que la préparation pour de l'eau gommée, pas pour l'aquarelle)
- 1/3 de gomme arabique solide réduite en poudre (le marteau s'avère indispensable : c'est une substance très dure)
- 2/3 d'eau distillée ou déminéralisée.
- Après avoir réduit la gomme arabique en poudre, la mettre dans des sacs de tissus assez fin. Mettre ces sacs dans un bocal préalablement rempli avec l'eau distillée.
- Laisser reposer une nuit (si possible, agitez de temps en temps, décollez le ou les sacs du fond). La gomme doit avoir littéralement fondu. Il ne doit rester aucun morceau dur ni même mou dans les sacs.

## Remarques
L'eau gommée représente en règle générale entre 20 et 40 % de la masse totale obtenue (après adjonction du pigment donc constitution de la 'pâte' à aquarelle). Certains artistes ajoutent divers produits à leur eau gommée qui changent les propriétés de l'aquarelle par la suite (plus ou moins opaque, tenue au support etc). L'eau gommée n'est pas colorée en général.